# Dewey Robinson
Dewey Robinson est un acteur américain né le 17 août 1898 à New Haven, dans l'État du Connecticut, et mort le 11 décembre 1950 à Las Vegas, Nevada.

## Filmographie partielle
- 1933 : Notorious but Nice, de Richard Thorpe : T.A. Kraft
- 1933 : Murder on the Campus, de Richard Thorpe : Sergent Charlie Lorrimer
- 1933 : Lady Lou (She Done Him Wrong), de Lowell Sherman : Spider Kane
- 1934 : The Big Shakedown de John Francis Dillon : Slim
- 1934 : Student Tour de Charles Reisner
- 1935 : Le Songe d'une nuit d'été (A Midsummer night's dream), de William Dieterle et Max Reinhardt : Snug
- 1935 : Poursuite (Pursuit), d'Edwin L. Marin : Jo-Jo
- 1935 : Les Rivaux de la pompe (One Run Elmer), de Charles Lamont :  l'arbitre
- 1935 : Palooka from Paducah, de Charles Lamont : Elmer Diltz
- 1936 : Dangerous Waters de Lambert Hillyer
- 1937 : Le Dernier Négrier (Slave Ship), de Tay Garnett : Barman
- 1942 : Madame et ses flirts (The Palm Beach Story), de Preston Sturges : le cinquième membre du club
- 1943 : Le Vaisseau fantôme (The Ghost Ship), de Mark Robson : Boats
- 1944 : Étrange Mariage (When Strangers Marry) de William Castle : le patron du kiosque à journaux
- 1945 : The Lady Confesses de Sam Newfield
- 1947 : Deux Nigauds et leur veuve (The Wistful Widow of Wagon Gap), de Charles Barton : un mineur
- 1947 : Embrassons-nous (I Wonder Who's Kissing Her Now) de Lloyd Bacon : King Louis
- 1947 : Un gangster pas comme les autres (The Gangster) de Gordon Wiles
- 1948 : Le Barrage de Burlington (River Lady), de George Sherman : le videur
- 1949 : Ma bonne amie Irma (My Friend Irma), de George Marshall : le camionneur
- 1950 : La Rue de traverse (Paid in Full), de William Dieterle
- 1951 : La Voleuse d'amour (The Company She Keeps) de John Cromwell